# Иолко, Михаил Владимирович
Михаил Владимирович Ио́лко (1900 — ?) — |советский хозяйственный деятель.

## Биография
Родился в 1900 году в Санкт-Петербурге. Член РКП(б) с 1920 года.
Участник Гражданской войны в России. С 1922 года — на хозяйственной, общественной и политической работе. В 1922—1956 гг. — инженер-металлург на заводах города Свердловска, работник научно-исследовательского сектора Гроного института, инженер-металлург, главный металлург комбината «Североникель», участник Великой Отечественной войны, помощник по технической части командира танкового полка 125-й танковой бригады 55-й армии, старший помощник начальник РЭУ УК БТ и МВ 2-го Белорусского фронта, главный инженер Государственного союзного проектного института ГСПИ-12.
Умер в Ленинграде до 1985 года.

## Признание
- Сталинская премия второй степени (1949) — за выполнение проекта завода «В» комбината № 817